# Lisa Belluco
Lisa Belluco, née le 20 juillet 1988 à Metz, est une femme politique française. Elle est élue députée en 2022 et 2024 pour la seizième législature et la dix-septième législature. Lisa Belluco est également co-présidente de l'Institut Cité Écologique.

## Biographie
Lisa Belluco est née d'une mère psychologue dans un centre médico-social pour enfants et d'un père éducateur spécialisé, tous deux investis dans la vie associative et locale.
Lisa Belluco obtient un diplôme d'ingénieur à l’école des Mines d’Alès. Elle complète son cursus de formation en intégrant une année de formation en Politiques Publiques et Stratégies pour l’Environnement à AgroParis Tech. Elle obtient le statut de fonctionnaire d'État et intègre la DREAL Nouvelle-Aquitaine en tant qu’inspectrice de l’environnement.

### Parcours politique
Son engagement en faveur de l’écologie politique est influencé par la pensée du philosophe Bruno Latour[source insuffisante].
En 2018, Lisa Belluco s'engage au sein du parti Génération.s, et adhère par la suite à Europe Écologie Les Verts. 
En 2020, elle est élue conseillère municipale à Poitiers, déléguée à l'urbanisme, sur la liste « Poitiers Collectif » menée par Léonore Moncond'huy. 
Lors des élections législatives de 2022, investie par la Nouvelle union populaire écologique et sociale, Lisa Belluco est élue députée de la première circonscription de la Vienne le 19 juin 2022. Au début du mois de juillet 2022, elle devient vice-présidente de la commission du Développement durable et de l'Aménagement du territoire.
Elle participe en octobre et novembre 2022 à des manifestations contre l’installation de bassines dans la commune de Sainte-Soline, dans les Deux-Sèvres. Elle affirme avoir été bousculée et frappée par les forces de police déployées face aux manifestants,. Elle décide de saisir la justice concernant les violences perpétrées dans le cadre de la répression des manifestations, une cinquantaine de manifestants ayant été blessés.
Au cours de l'année 2023, elle s'est notamment engagée au sein du mouvement social contre la réforme des retraites et a présenté un projet de loi sur le « zéro artificialisation nette », visant à « trouver un juste équilibre entre les capacités de développement foncier, notamment pour les petites communes, et la protection des espaces naturels et agricoles ». Elle détient le record du nombre d'amendements présentés cette année-là à l'Assemblée nationale (522).
Elle est candidate victorieuse à sa réélection à la suite de la dissolution de l'Assemblée nationale prononcée par Emmanuel Macron au soir du 9 juin 2024.
En juillet 2025, une information judiciaire est ouverte à son encontre à la demande de Bruno Retailleau à la suite d'une prise de paroles dans laquelle elle estimait que le sabotage pouvait être légitime pour défendre l'environnement.